# Casalot de Vallcàrquera
El Casalot de Vallcàrquera és una antiga masia de Vallcàrquera, en el terme municipal de Sant Llorenç Savall, a la comarca catalana del Vallès Occidental.
Les seves restes són a 665,8 metres d'altitud, a l'extrem nord del terme, a la dreta de la capçalera del torrent de Vallcàrquera i a l'esquerra del torrent de l'Ermengol. És al nord-oest de Can Salvi i de Salallacera.